# Roberts Plūme (Radsportler)
Roberts Plūme (* 16. Mai 1897 in Jaunjelgava; † 25. August 1956 in Toronto) war ein lettischer Radrennfahrer und Skilangläufer sowie nationaler Meister in beiden Sportarten.

## Sportliche Laufbahn
Plūme nahm an den Olympischen Sommerspielen 1924 in Paris teil. Bei den Spielen startete er im Sprint und schied beim Sieg von Lucien Michard bereits in der Vorrunde aus. Er bestritt auch mit dem Vierer Lettlands die Mannschaftsverfolgung, sein Team mit Andrejs Apsītis, Arturs Zeiberliņš und Fridrihs Ukstiņš wurde auf dem 7. Platz klassiert. Bei den Olympischen Sommerspielen 1928 in Amsterdam nahm er erneut im Sprint und schied beim Sieg von Roger Beaufrand in der 2. Runde aus. 1924 startete er auch bei den Olympischen Winterspielen in Chamonix in zwei Langlaufdisziplinen und war Fahnenträger seiner Mannschaft bei der Eröffnungsfeier. Weder über 18 Kilometer, noch über 50 Kilometer erreichte er das Ziel.
1915 und 1916 gewann er jeweils einen Titel bei den russischen Meisterschaften im Bahnradsport. Er war 1922 bis 1924 nationaler Meister im Sprint. 1923 gewann er drei nationale Titel im Skilanglauf.

## Berufliches
1931 hatte er ein Sportstudium und 1937 ein Studium der Rechtswissenschaften abgeschlossen. Von 1936 bis 1944 war er als  Rechtsanwalt und Notar in Smiltene tätig. Nach dem Zweiten Weltkrieg wanderte er nach Kanada aus und war in der Landwirtschaft beschäftigt. In seiner Zeit in Lettland bekleidete er eine Reihe von Funktionen in verschiedenen Sportverbänden, darunter die Präsidentschaft des Lettischen Olympischen Komitees 1933/34. Er war Gründer und Direktor der lettischen Sportuniversität.